# Blason de l'Union des Républiques socialistes soviétiques
Le blason de l'Union soviétique (russe: Государственный герб СССР) a été adopté en 1923 et a été utilisé jusqu'à l'éclatement de l'Union soviétique en 1991. Bien que techniquement il soit plus un symbole plutôt qu'un blason, car il ne suit pas les règles héraldiques, en russe on l'appelle герб (translittération: gerb), le mot utilisé traditionnellement pour un blason.

## Description
Le blason montre les emblèmes traditionnels soviétiques de la faucille, du marteau et de l'étoile rouge sur un globe, avec deux couronnes de blé recouvertes de plusieurs rubans portant la devise de l'État soviétique (« Prolétaires de tous les pays, unissez-vous ! »). Le nombre, l'ordre, les langues et les alphabets figurés sur ces rubans ont évolué jusqu'à aboutir à la dernière version de 1956.
Les républiques soviétiques (RSS) et les républiques soviétiques autonomes (RSSA) avaient leurs propres armoiries, en grande partie inspirées des armoiries de l'Union.

## Évolution du blason

### Blason 1923-1931
Le projet de la première version du blason a été accepté le 6 juillet 1923 par la 2e session du Comité exécutif central (CIK) de l'URSS et la version a été achevée le 22 septembre de la même année. Cette conception a été fixée dans la Constitution soviétique de 1924 : « L'emblème de l'État d'URSS est composé d'une faucille et d'un marteau sur un globe représenté dans des rayons de soleil et encadrée par des épis de blé, avec l'inscription « Travailleurs de tous les pays, unissez-vous ! » dans les six langues suivantes : russe, ukrainien, biélorusse, géorgien, arménien et turco-tatares (Azéri). En haut de l'emblème il y a une étoile à cinq branches. »
Les inscriptions sur les rubans (qui peuvent être traduites par « Prolétaires de tous les pays, unissez vous ! ») sont les suivantes :
| Inscriptions à Gauche                           | La première version du blason de l'URSS. | Inscriptions à Droite                          |
| Biélorusse:Пролетарыі ўсіх краëў, злучайцеся!   | La première version du blason de l'URSS. | Arménien:Պրոլետարներ բոլոր երկրների, միացե՛ք:  |
| Géorgien: პროლეტარებო ყველა ქვეყნისა, შეერთდით! | La première version du blason de l'URSS. | Turco-tatares (Azéri) کارگران جهان متحد شوید ! |
| Russe:Пролетарии всех стран, соединяйтесь!      | La première version du blason de l'URSS. | Ukrainien:Пролетарі всіх країн, єднайтеся!     |

### Blason 1931-1936
Après la formation de la république socialiste soviétique du Tadjikistan, le 6e Congrès des Soviets de l'URSS prend la décision  à partir du 17 mars 1931 de changer le blason en reliant les inscriptions présentes sur celui-ci aux langues et alphabets officiels décrit dans le texte de la constitution.
Celle-ci est modifiée dans son article 34 pour préciser dorénavant que les langues largement utilisées au sein de l'URSS sont le russe, l'ukrainien, le biélorusse, le géorgien, l'arménien, l'azéri, l'ouzbek, le tadjik (persan) et le turkmène. L'azéri, l'ouzbek et le turkmène sont représentés sur le blason par un seul ruban avec une inscription en alphabet arabe et en Turc (Turco-tatar). La variante russe  est alors déplacée pour figurer au centre en bas du blason.

### Blason 1936-1946
Selon la Constitution soviétique de 1936, l'URSS se composait de onze républiques. D'où la nouvelle version différente de la précédente car onze rubans portaient des inscriptions en onze langues russe, ukrainien, biélorusse, géorgien, arménien, turco-tatares (Azéri, Turkmène ), Kazakh, Tadjik, Ouzbek, Kirghize.

### Blason 1946-1956
Le nombre de républiques en URSS passe à 16 avant la Seconde Guerre mondiale, mais le blason n'est réellement modifié qu'après la fin de celle-ci. Par une décision du Présidium du Soviet suprême de l'URSS du 26 juin 1946, les 16 républiques furent représentés sur les armoiries. La devise de l'État de l'URSS a été inscrit sur 16 rubans en 16 langues (l'estonien, le letton, le lituanien, le moldave et le finnois ont été ajoutées à la version précédente). Les inscriptions en azéri, turkmène, ouzbek, tadjik, kazakh, et kirghize, ont été mises à jour en raison du transfert à partir de l'alphabet latin à l'alphabet cyrillique des républiques respectives.
Les inscriptions sur les rubans (qui peuvent être traduites par "Prolétaires du monde, unissez vous !") sont les suivantes :
| Inscriptions à Gauche                                  | Le blason de l'Union soviétique, de 1946 à 1956. | Inscriptions à Droite                               |
| Estonien:Kõigi maade proletaarlased, ühinege!          | Le blason de l'Union soviétique, de 1946 à 1956. | Letton:Visu zemju proletārieši, savienojieties!     |
| Lituanien:Visų šalių proletarai, vienykitės!           | Le blason de l'Union soviétique, de 1946 à 1956. | Moldave:Пролетарь дин тоате цэриле, униць-вэ!       |
| Finnois:Kaikkien maiden proletaarit, liittykää yhteen! | Le blason de l'Union soviétique, de 1946 à 1956. | Kirghize:Бардык өлкөлордүн пролетарлары, бириккиле! |
| Kazakh:Барлық елдердің пролетарлары, бірігіңдер!       | Le blason de l'Union soviétique, de 1946 à 1956. | Tadjik:Пролетарҳои ҳамаи мамлакатҳо, як шавед!      |
| Ouzbek:Бутун дунё пролетарлари, бирлашингиз!           | Le blason de l'Union soviétique, de 1946 à 1956. | Turkmène:Әхли юртларың пролетарлары, бирлешиң!      |
| Arménien:Պրոլետարներ բոլոր երկրների, միացե'ք!          | Le blason de l'Union soviétique, de 1946 à 1956. | Géorgien:პროლეტარებო ყველა ქვეყნისა, შეერთდით!      |
| Azéri:Бүтүн өлкәләрин пролетарлары, бирләшин!          | Le blason de l'Union soviétique, de 1946 à 1956. | Biélorusse:Пролетарыі ўсіх краін, еднайцеся!        |
| Ukrainien:Пролетарі всіх країн, єднайтеся!             | Le blason de l'Union soviétique, de 1946 à 1956. |                                                     |
|                                                        | Russe:Пролетарии всех стран, соединяйтесь!       |                                                     |

### Blason 1956-1991
En 1956 la République socialiste soviétique carélo-finnoise est transformée en république socialiste soviétique autonome de Carélie. Cette modification est à la base de la décision du Présidium du Soviet suprême de l'URSS du 12 septembre 1956 de retirer le ruban portant la devise de l'État de l'URSS en finnois.
Le 1er avril 1958, un décret clarifie le texte de la Devise nationale dans la langue biélorusse, à la suite d'une clarification des armes de la république socialiste soviétique de Biélorussie sur ses propres armoiries le 21 février 1958.
Les inscriptions sur les bandeaux latéraux sont reprises dans les langues officielles des républiques soviétiques, dans l'ordre inverse où elles sont mentionnées dans la Constitution de l'Union soviétique.
Les inscriptions sur les rubans (qui peuvent être traduites par "Prolétaires du monde, unissez vous !") sont les suivantes :
| Inscriptions à Gauche                            | Le blason de l'Union soviétique, de 1958-1991. | Inscriptions à Droite                                |
| Turkmène: Әхли юртларың пролетарлары, бирлешиң!  | Le blason de l'Union soviétique, de 1958-1991. | Estonien: Kõigi maade proletaarlased, ühinege!       |
| Tadjik: Пролетарҳои ҳамаи мамлакатҳо, як шавед!  | Le blason de l'Union soviétique, de 1958-1991. | Arménien: Պրոլետարներ բոլոր երկրների, միացե'ք!       |
| Letton: Visu zemju proletārieši, savienojieties! | Le blason de l'Union soviétique, de 1958-1991. | Kirghize: Бардык өлкөлордүн пролетарлары, бириккиле! |
| Lituanien: Visų šalių proletarai, vienykitės!    | Le blason de l'Union soviétique, de 1958-1991. | Moldave: Пролетарь дин тоате цэриле, уници-вэ!       |
| Géorgien: პროლეტარებო ყველა ქვეყნისა, შეერთდით!  | Le blason de l'Union soviétique, de 1958-1991. | Azéri: Бүтүн өлкәләрин пролетарлары, бирләшин!       |
| Ouzbek: Бутун дунё пролетарлари, бирлашингиз!    | Le blason de l'Union soviétique, de 1958-1991. | Kazakh: Барлық елдердің пролетарлары, бірігіңдер!    |
| Ukrainien: Пролетарі всіх країн, єднайтеся!      | Le blason de l'Union soviétique, de 1958-1991. | Biélorusse: Пралетарыі ўсіх краін, яднайцеся!        |
|                                                  | Russe: Пролетарии всех стран, соединяйтесь!    |                                                      |